# Ovadne, Volodîmîr-Volînskîi
Ovadne (în ucraineană Овадне) este localitatea de reședință a comunei Ovadne din raionul Volodîmîr-Volînskîi, regiunea Volînia, Ucraina.

## Demografie
Componența lingvistică a localității Ovadne
     Ucraineană (98,73%)
     Rusă (1,27%)
Conform recensământului din 2001, majoritatea populației localității Ovadne era vorbitoare de ucraineană (98,73%), existând în minoritate și vorbitori de rusă (1,27%).